# Гнилівський юрт
Гнилівський юрт — козацький юрт у складі Черкаського округу області Війська Донського.
До 1843 рік Гнилівського юрту відносилися:
- Гнилівська станиця — 456 дворових садиб, 65 багатих господарів, 152 середніх й 294 бідних господарів;
- Хоперський хутір — 21 дворова садиба;
- Мокрочалтирський хутір — 19 дворових садиб;
- Кумженський хутір — 18 дворових садиб.

До юрту належали поселення (з даними на 1859 рік):
- Гнилівська — козацька станиця положена над річками Дон й (Мертвий) Донець за 41 верстою від Новочеркаська; 421 дворових господарств; 1827 осіб (934 чоловіків та 893 жінок); 2 православні церкви; ярмарок; 10 рибальських ватаг; 3 цегляних заводів; 2 пристані;
- Кумженський — козацький хутір положений над річкою Дон за 48 верст від Новочеркаська; 14 дворових господарств; 68 осіб (34 чоловіків та 34 жінок);
- Семеринківський — козацький хутір положений над річкою Донець за 48 верст від Новочеркаська; 7 дворових господарств; 22 осіб (10 чоловіків та 12 жінок);
- Сухо-Чалтурський (Хоперський) — козацький хутір положений над річкою Донець за 50 верст від Новочеркаська; 9 дворових господарств; 26 осіб (12 чоловіків та 14 жінок); 10 рибальських ватаг;
- Недвиговський — козацький хутір положений над річкою Донець за 66 верст від Новочеркаська; 47 дворових господарств; 115 осіб (55 чоловіків та 60 жінок); православна церква.

За даними на 1873 рік у Гнилівському юрті було 919 дворових садиб й 247 недворових садиб; мешкало 5159 осіб (2705 чоловіків й 2454 жінок). Юрт складався з двох частин: Нагірної — на правому березі Дону й у Мертвого Дінця; Задонської — на лівому берзі Дону. Тоді до складу Гнилівського юрту відносилися:
- Гнилівська козацька станиця положена над річкою Дон й його правим гирлом Мертвий Дінець у 42 верстах від Новочеркаська й 7 верстах від Ростовської поштової контори налічувала 587 дворових садиб й 197 садиб; 3325 осіб (1735 чоловіків й 1590 жінок);
- Недвигівський хутір був положений над річкою Мертвий Дінець у 67 верстах від Новочеркаська й 32 верстах від станції Ростов налічував 143 дворових садиб, 29 бездворових садиб; 738 осіб (385 чоловіків й 353 жінок);
- Хоперський хутір був положений над Мертвим Дінцем правим гирлом Дону у 58 верстах від Новочеркаська й 22 верстах від поштової станції Ростова налічував 69 дворових садиб, 11 бездворових садиб; 384 осіб (201 чоловіків й 183 жінок);
- хутір Семерників був положений над річкою Дон у 49 верстах від Новочеркаська й 14 верстах від станції Ростов налічував 38 дворових садиб, 3 бездворових садиб; 250 осіб (133 чоловіків й 117 жінок);
- хутір Біляїв був положений над річкою Мертвий Дінець у 58 верстах від Новочеркаська й 22 верстах від станції Ростов налічував 24 дворових садиб; 154 особа (86 чоловіків й 68 жінок);
- Кумженський хутір був положений над річкою Дон у 49 верстах від Новочеркаська й 14 верстах від станції Ростов налічував 22 дворових садиб, 3 бездворових садиб; 101 особа (53 чоловіків й 48 жінок);
- Іллінський хутір положений над річкою Кагальник у 65 верстах від Новочеркаська й 40 верстах від станції Ростов налічував 19 дворових садиб, 2 бездворових садиб; 90 осіб (47 чоловіків й 43 жінок);
- Сухо-Чалтурський хутір був положений над балкою Сухий Чалтур у 51 верстах від Новочеркаська й 16 верстах від станції Ростов налічував 14 дворових садиб, 2 бездворових садиб; 80 осіб (42 чоловіків й 38 жінок);
- хутір Донський-Чулек був положений над балкою Донський-Чулек у 69 верстах від Новочеркаська й 4 верстах від Синявської станції налічував 3 дворових садиб; 37 особа (23 чоловіків й 14 жінок).

Гнилівська станиця тепер розташованау Залізничному районі на заході Ростова-на-Дону й розділена на Верхньогнилівську та Нижньогнилівську; у тому ж районі у гирлі Дону розташований колишній хутір Кумженський; Семеринківський хутір тепер є місцевістю Ливенцівка на західному краї Ростова у його Радянському районі.
Іллінський хутір тепер є південною частиною села Новобатайськ Кагальницького району.
Решта поселень юрту тепер у М'ясниковському районі: Біляївський хутір тепер є поселенням Калінін, Хоперський — Хапри, Недвигівський — Недвигівка.